# Batalla de Česhme
La batalla naval de Česhme (también batalla de Chesme o Chesma) tuvo lugar del 5 al 7 de julio de 1770 durante la guerra ruso-turca (1768-1774) cerca y en la bahía de Çeşme (también conocido como Cheshme, Chesme o Chesma según el idioma), en el área entre el extremo occidental de Anatolia y la isla de Quíos, que fue escenario de varias batallas navales en el pasado entre el Imperio Otomano y la República de Venecia. Fue parte de la Revuelta de Orlov de 1770, precursora de la posterior guerra de Independencia griega (1821-1829), y la primera de una serie de desastrosas batallas navales contra el Impeiro ruso para la flota de los otomanos. Actualmente en Rusia, el 7 de julio se conmemora como un Día del Honor Militar en recuerdo de esta batalla.

## Preludio
La guerra ruso-turca había comenzado en 1768, y Rusia envió varios escuadrones desde el Mar Báltico al Mar Mediterráneo para desviar la atención otomana de su flota del Mar Negro, que en ese entonces sólo contaba con seis navíos de línea. Dos escuadrones rusos, comandados por el almirante Grigori Spiridov y el contraalmirante John Elphinstone, un capitán británico que había ascendido al rango de contralmirante en Rusia, combinados bajo el mando general del comandante en jefe, conde Alekséi Orlov, comandante supremo de la flota rusa, y fue a buscar la flota otomana. El asesor naval de Orlov fue el capitán comandante Greig.
El 5 de julio de 1770 se encontraron, anclados en línea justo al norte de la bahía de Çeşme, en el oeste de Anatolia. La flota otomana contenía alrededor de 14 navíos de línea, y unas 6 fragatas, 6 jabeques, 13 galeras y 32 embarcaciones pequeñas, con alrededor de 1.300 cañones en total. Aproximadamente 10 de los barcos de línea, de 70 a 100 cañones, estaban en la línea principal otomana con unos 6 más en la segunda, dispuestos de modo que pudieran disparar a través de los huecos en la primera línea. Detrás estaban las fragatas, jabeques, etc. La flota estaba comandada por el Kapudan Pasha Mandalzade Hüsameddin, en el cuarto barco desde el frente (extremo norte) de la línea, con Hasan Pasha en el primer barco, Real Mustafa, y Cafer Bey en el séptimo. Otros dos navíos de línea, probablemente pequeños, habían abandonado esta flota hacia Mitilene la noche anterior.
Después de establecer un plan de ataque, la línea de batalla rusa navegó hacia el extremo sur de la línea otomana y luego giró hacia el norte, acercándose a los otomanos, y la cola entró en acción en último lugar (Elphinstone había querido acercarse primero el extremo norte, luego siguen el viento a lo largo de la línea otomana, atacando sus barcos uno por uno el método utilizado por Nelson en la Batalla del Nilo en 1798).

## Batalla
Los otomanos abrieron fuego alrededor de las 11:45 a. m., seguido por los rusos un poco más tarde. Tres de los navíos de línea rusos tuvieron problemas para mantenerse en posición; Evropa se dio la vuelta y regresó detrás de Rostislav, Tri Sviatitelya rodeó el segundo barco otomano antes de regresar a la línea rusa, siendo atacado por error por Tri Ierarcha mientras lo hacía, y Sviatoi Ianuarii se dio la vuelta antes de regresar a la línea.
Según el plan propuesto por G. A. Spiridov, la flota rusa atacó la vanguardia otomana desde una distancia corta (entre 50 y 70 metros). Spiridov, en el Sviatoi Evstafii, tuvo una batalla de corta distancia con el Real Mustafa de Hasan Pasha, antes de que de repente se viera que este último estaba en llamas. Su palo mayor cayó y aterrizó en la cubierta del Sviatoi Evstafii, provocando que el barco ruso explotara inmediatamente. Poco después, el Real Mustafa también explotó, después de un enfrentamiento que duró 2 horas.
Según Elphinstone, quien afirmó que los rusos eran casi inútiles, Spiridov y el conde Féodor Orlov (hermano del comandante) habían abandonado el Sviatoi Evstafii antes de que los combates a corta distancia comenzasen. Spiridov terminó en el Tri Sviatitelya. El capitán del Sviatoi Evstafii, Kruse, también sobrevivió. Aproximadamente a las 2:00 p. m. terminaron los combates, cuando los otomanos cortaron sus cables y avanzaron hacia el sur, hacia la bahía, formando una línea defensiva de ocho barcos de línea, una segunda línea y el resto detrás.[cita requerida]

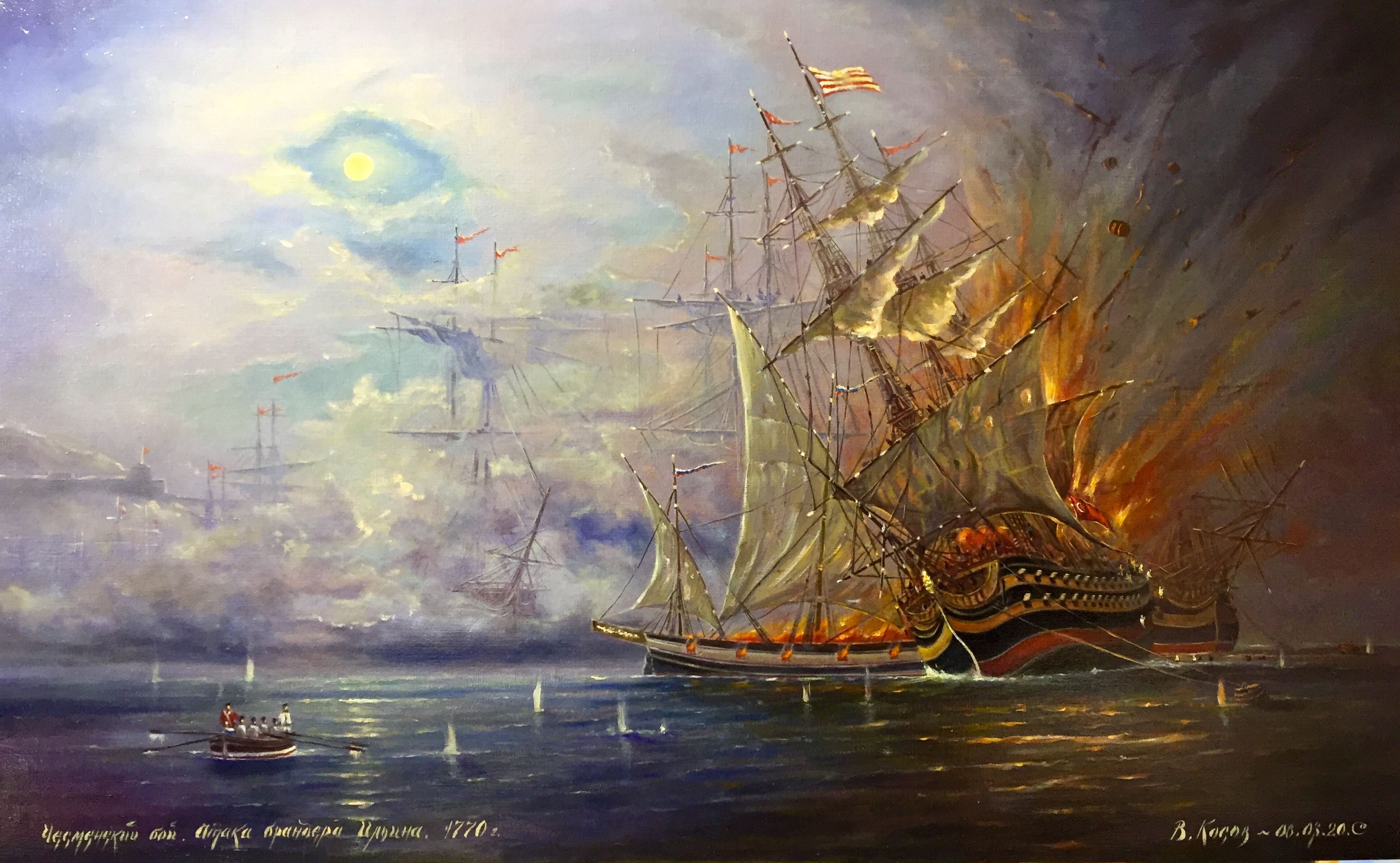
Vladímir Kosov. Batalla de Česhme de 1770.

El 6 de julio, los rusos bombardearon los barcos y las posiciones terrestres otomanas. Alrededor de las 12:30 a. m. del 7 de julio, Orlov, siguiendo el plan de Spiridov, envió a Samuel Greig (que se trasladó al Rostislav) a atacar con Evropa, Rostislav y Ne Tron Menya formando una línea sur-norte frente a los otomanos, y con el Sarátov en reserva. Nadezhda atacó las baterías en el lado este de la entrada de la bahía, Afrika atacó las baterías en el lado occidental y Grom cerca de Afrika . Aproximadamente a la 1:30 a. m. o antes (los tiempos fueron aproximadamente 90 minutos antes, según Elphinstone), el fuego de artillería del Grom y/o el del Ne tron menya provocaron que un barco otomano de línea explotara después de que su gavia mayor se incendiara, y el fuego se extendió rápidamente a otros barcos de la línea. A las 2:00 a. m., dos navíos de línea otomanos habían explotado y otros más estaban en llamas, y Greig envió tres brulotes (el cuarto, al ver el peligro, se mantuvo fuera), lo que contribuyó en pequeña medida al incendio de casi toda la flota otomana. : brulote comandado por el teniente D. S. Ilyin  prendió fuego a otro barco de línea y en consecuencia el fuego continuó propagándose entre varios barcos. Aproximadamente a las 4:00 a. m. se enviaron botes para salvar dos navíos de línea que no se estaban quemando, pero uno de ellos se incendió mientras estaba siendo remolcado. El otro, Semend-i Bahri (de 60 cañones), sobrevivió y fue capturado junto con cinco galeras. Los combates terminaron alrededor de las 8:00 a. m. Las bajas rusas el 5 de julio fueron 650 muertos, 636 de ellos en el Sviatoi Evstafii, y unos 30 heridos, y el 7 de julio 11 muertos. Las bajas otomanas fueron mucho mayores. Hüsameddin, Hasan Pasha y Cafer Bey sobrevivieron. Hüsameddin fue destituido de su cargo, que fue entregado a Cafer Bey. Esta fue la única batalla naval importante durante la guerra ruso-turca.

## Significado

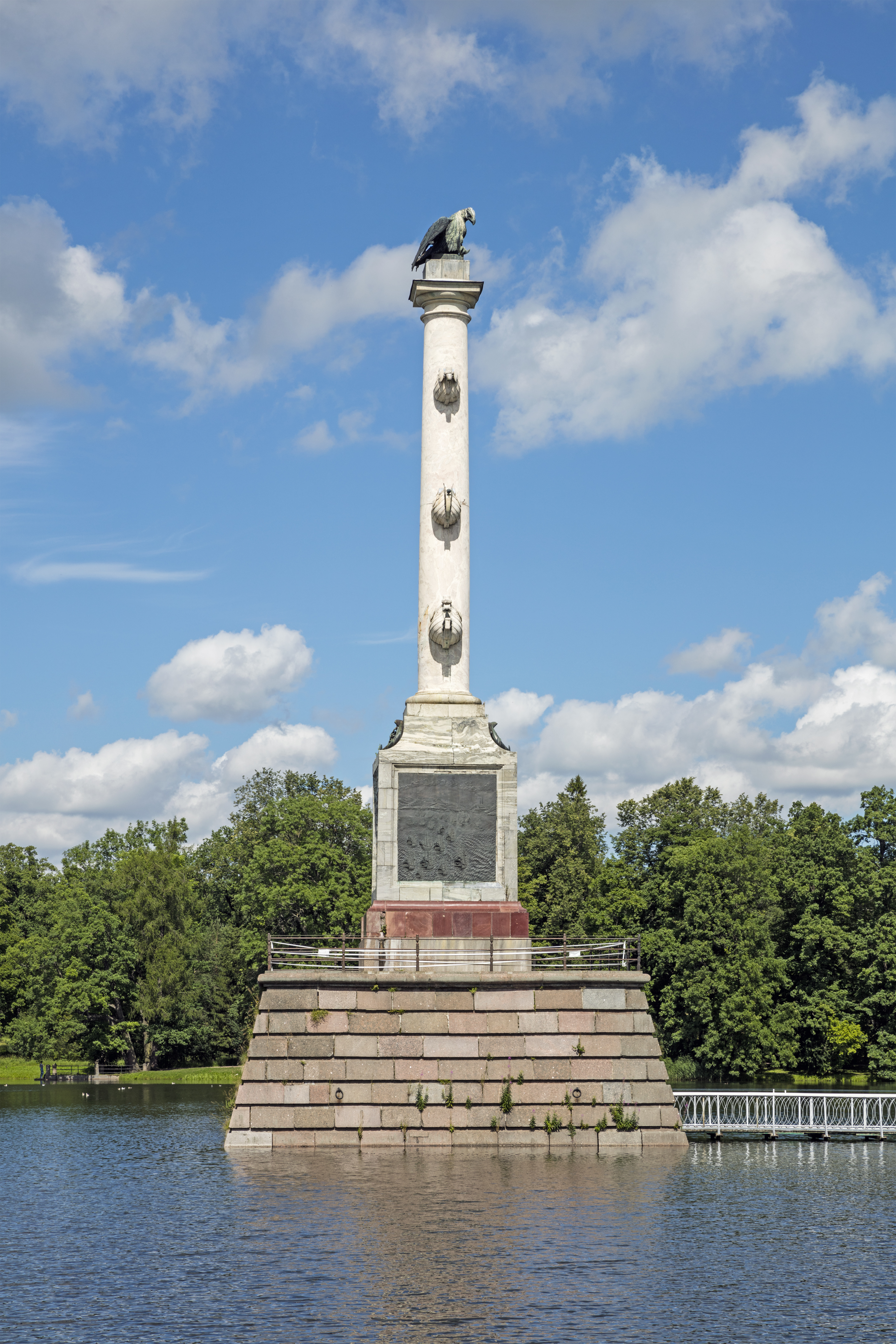
Columna Česhme.

La Batalla de Česhme se libró el mismo día que la batalla del río Larga. Fue la mayor derrota naval sufrida por los otomanos desde la batalla de Lepanto. Esta batalla inspiró una gran confianza en la flota rusa y permitió a los rusos controlar el Mar Egeo durante algún tiempo. La derrota de la flota otomana también aceleró las rebeliones de grupos minoritarios en el Imperio Otomano, especialmente las naciones cristianas ortodoxas en la península de los Balcanes, que ayudaron al ejército ruso a derrotar al Imperio Otomano.
Tras esta victoria naval, la flota rusa permaneció en el Egeo durante los siguientes cinco años. Regresó a Česhme dos veces más durante este tiempo para bombardearla. Los historiadores todavía debaten la razón por la que el ejército ruso se centró en esta pequeña ciudad fuerte, mientras que había muchos otros objetivos más estratégicos a lo largo de la costa del Egeo.
Debido a la derrota otomana, grupos fanáticos musulmanes procedieron a masacrar cerca de 1.500 griegos locales en la cercana Esmirna.
Catalina la Grande encargó cuatro monumentos para conmemorar la victoria: el Palacio Chesma y la Iglesia de San Juan en el Palacio de Chesme en San Petersburgo (1774-1777), el Obelisco Chesma en Gátchina (1775) y la Columna Česhme en Tsárskoye Seló (1778).

## Otras lecturas
- Baş, Ersan: Çeşme, Navarin, Sinop Baskınları ve Sonuçları [Las redadas de Çeşme, Navarino, Sinop y los resultados]. Türk Deniz Harp Tarihinde İz Bırakan Gemiler, Olaylar ve Şahıslar. Piri Reis Araştırma Merkezi Yayını, Sayı: 8. Estambul 2007, Deniz Basımevi,ISBN 975-409-452-7